# Berner Zambrano
Berner León Zambrano Eraso es un economista y político colombiano. En las elecciones legislativas de 2014 fue elegido por quinta vez consecutiva Representante a la Cámara por Nariño con el aval del Partido Social de Unidad Nacional con 50.789 votos.

## Biografía
Zambrano es economista de la Universidad de Nariño, Especialista en Derecho Económico de la Universidad Externado de Colombia y en Ciencia Política de la Universidad de Salamanca en España. Ha sido representante en cinco ocasiones consecutivas desde 1998, vicepresidente de la cámara 2007-2008, diputado de la asamblea de Nariño en el periodo 1995-1997, concejal de pasto en el periodo 1992-1994 y empleado del sector educativo por más de 15 años.
| Año       | Votación |
| 1998-2002 | 37.150   |
| 2002-2006 | 37.442   |
| 2006-2010 | 32.950   |
| 2010-2014 | 38.564   |
| 2014-2018 | 50.789   |